# نشان استاندارد تی‌سی‌او

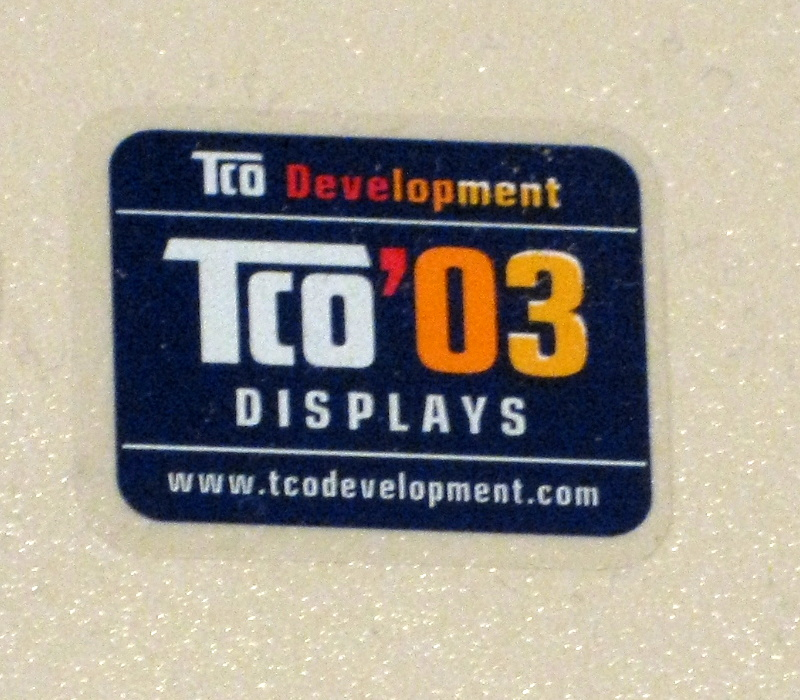
تصویر نشان استاندارد تی‌سی‌او

نشان استاندارد تی‌سی‌او (به انگلیسی: TCO Certification) از جانب اتحادیه کارکنان حرفه‌ای سوئد ارائه می‌شود و هدفش هماهنگی در ارائه محصولات الکترونیکی مانندصفحه نمایش، صفحه‌کلید، چاپگر، تلفن‌ همراه و تجهیزات اداری و... می‌باشد. استانداردهای ارائه شده از جانب این سازمان در راستای چهار اصل اساسی این استانداردها می‌باشد که از قرار زیر اند:
- بهبود در مصرف انرژی (مانند ستاره انرژی)
- بهبود در بهینه کردن بوم‌شناسی محصولات برای حفاظت بشر و محیط از آلودگی
- میزان تشعشع اشعه‌های ساطع شده از صفحات کاتدی و تخت
- بهبود در سهولت استفاده از محصولات به صورت ارگونومی

## انواع

### TCO'92
-اولین TCO معرفی شده از جانب شرکت که به نحوه کار مانیتورهای کامپیوتری اعم از میزان اشعه و کیفیت نمایشگرهای کاتدی می‌پردازد. خود این استاندارد زیر شاخه‌ای می‌شود از استانداردهای ام‌پی‌آر.

### TCO'95
-استاندارد TCO'95 شکل گسترده‌ تری از استاندارد پیشین می‌باشد که حوزه کنترل کیفیت بررسی اجزای نمایشگرها و صفحه کلیدها را در بر گرفته‌است و آن‌ها را از چهار جنبه‌ای که بالا ذکر شد، مورد بررسی قرار می‌دهد. همچنین این استاندارد از نظر بوم‌شناسی به بررسی اجزای تشکیل دهنده لامپ تصویر و دیگر مواد به کار رفته در محصولات می‌پردازد تا کمترین ضرری را برای انسان و طبیعت به دنبال نداشته باشند. در بدنه این استاندارد استفاده از بسیاری از فلزات سنگین یا سمی مانند برم، جیوه و مانند آن‌ها ممنوع یا استفاده از آن‌ها شرطی شده‌است. همچنین به بازیافت مواد استفاده شده در ساخت این محصولات نیز، نظارت می‌شود.

### TCO'99
-این نسخه از تی سی او، به بررسی میزان تابش لامپهای کاتدی استفاده شده در مونیتورهای معمولی، صفحه تخت، لپ‌تاپ، چاپگر و.. می‌پردازد. البته باید به این امر نیز اشاره کرد که این نوع تی سی او، به کیفیت تصویر اعم از روشنایی، وضوح و.. کاری ندارد.

### TCO'01
این نسخه مخصوص تلفن‌های همراه می‌باشد و از روش‌های زیر به بررسی این محصولات می‌پردازد:
- تابش

به بررسی میزان تابش امواج ماکروویو در هنگام کارکرد تلفن همراه می‌پردازد. همچنین این استاندارد در این بخش به قدرت ارتباط‌دهی تلفن (TCP) نیز پرداخته و یک تلفن همراه خوب را هم از نظر ساختار سخت‌افزاری و هم از لحاظ میزان امواج بررسی می‌کند.
- ارگونومی

-سهولت استفاده از تلفن همراه مورد نظر این بخش از استاندارد است. این سهولت شامل چگونگی طراحی دکمه‌ها، صفحه نمایش LCD، حالت قاب و.. دیگر ملزومات مرتبط با آن می‌پردازد.
- بوم‌شناسی

-در این بخش نیز مانند بخش تی سی او ۹۹ به بررسی فلزات و مواد خطرناکی که ممکن است در ساخت و تولید محصولات استفاده شوند، مانند اکسید بریلیوم، جیوه، کادمیوم یا کاتالیزورها می‌پردازد.

### TCO'03
-این استاندارد پا را از بخش‌های پیشین فراتر گذاشته و به بررسی کیفیت محصولات تولیدی می‌پردازد. مبحث کلی این بخش از استاندارد دربارهٔ لامپ‌های تصویر کاتدی و صفحه‌های تخت می‌باشد که در همین راستا به بررسی میزان روشنایی، وضوح، خصوصیات رنگی آرجی‌بی برای بخش مجازی ارگونومی و لامپ تصویر، پیکلس‌های صفحات، بارگذاری اولیه تصویر و.. از این قبیل می‌پردازد.

### TCO'04
این بخش از تی سی او تنها به تجهیزات اداری می‌پردازد و آن‌ ها را از نظر کارایی، کیفیت، قابلیت‌های مورد نیاز و.. مورد بررسی قرار می‌دهد. این خصوصیات از نظر ارگونومی شامل:
- ابعاد و خصوصیات
- سلامت، امنیت و توان تحمل
- کاربر ارضایی
- شاخصه‌های مواد سازنده

### TCO'05
-این بخش تنها برای کامپیوترهای رومیزی و لپ تابها طراحی شده‌ است که به نحوی جای قوانین استاندارد شده پیشین در بخش TCO'99 را می‌گیرد. در این بخش به بررسی همه جوانب یک لپ‌تاپ از میزان تابش صفحه نمایش کریستالی گرفته تا عمر و میزان مصرف باتری‌های لپ‌تاپ می‌پردازد.

### TCO'06
به وضوح بسیاری از استانداردها و دستورهایی که در بخش TCO'03 طراحی شده بود جای خود را به TCO'06دادند. این بخش نیز مربوط به تلویزیونهای پنلی و خصوصیات کلیه بخش‌های پیشین می‌باشد با این تفاوت که نسخه‌ها بسیار تغییر کرده و بعضی از معیارهای سهل تر یا سخت‌تر شده‌اند:
- قوانین در چیدمان پیکسل‌ها سهل تر شده.
- قوانین در میزان روشنایی سخت‌تر شده.
- قوانین در بخش امتزاج حرارت رنگی سخت‌تر شده.
- قوانین در بخش سیاه سفید نمایی خطی سخت‌تر شده.
- قوانین در مصرف انرژی سهل تر شده.